# خیزش (فیلم ۲۰۲۴)
خیزش (انگلیسی: Uprising؛‏ کره‌ای: 전,란) یک فیلم اکشن جنگی تاریخی محصول کره جنوبی سال ۲۰۲۴ به کارگردانی کیم سانگ مان، به نویسندگی شین چول و پارک چان ووک و با بازی گانگ دونگ وون، پارک جونگ مین، کیم شین روک، جین سون کیو، جونگ سونگ ایل و چا سونگ وون است. این فیلم داستان دو دوست در طی دوران تهاجم ژاپن به کره (۱۵۹۸–۱۵۹۲) را روایت می‌کند که مخالف یکدیگر شدند. این فیلم در ۱۱ اکتبر ۲۰۲۴ در نتفلیکس منتشر شد.

## بازیگران
- گانگ دونگ وون در نقش چون یونگ[۳]
  - جین جه هی در نقش جوانی چون یونگ
- پارک جونگ مین در نقش لی جونگ ریو[۳]
  - لی یون سانگ در نقش جوانی جونگ ریو
- چا سونگ وون در نقش پادشاه سون‌جو، پادشاه چوسان
- کیم شین روک در نقش بوم دونگ[۳]
- جین سون کیو در نقش کیم جا ریونگ[۳]
- جونگ سونگ ایل در نقش گنشین[۳]
- کیم هیون[۴]